# Place des Enfants-Nantais
La place des Enfants-Nantais est une place de la ville de Nantes, dans le département français de la Loire-Atlantique.

## Situation et accès
Située dans le quartier Malakoff - Saint-Donatien, cette petite place arborée de forme rectangulaire se trouve devant la basilique Saint-Donatien-et-Saint-Rogatien, à la convergence des rues Guillet-de-la-Brosse (au nord-ouest), d'Espagne et Saint-Rogatien (au sud-ouest), Saint-Donatien (au sud) et de l'Évêque-Émilien (à l'est).
Un Monument à Jeanne d'Arc, statue équestre en bronze réalisée en 1904 par Charles-Auguste Lebourg, est érigé en son centre en 1913. La statue semble répondre à la basilique qui se dresse devant elle.

## Origine du nom
Le nom fait référence aux saints patrons de la ville, saint Donatien de Nantes et à son frère saint Rogatien, qui furent les premiers chrétiens nantais, martyrisés non loin de là rue Dufour au IIIe siècle et dont la villa familiale se dressait à l'emplacement de l'actuelle basilique.

## Historique
Les premiers projets de création d'une place à cet endroit datent de 1828, et il faudra attendre l'année 1874 pour que des travaux significatifs soient entrepris dans ce sens.
Cet espace, appelé parfois « place du Carrois », se voit attribuer sa dénomination actuelle après une délibération du conseil municipal du 23 octobre 1891.

## Bâtiments remarquables et lieux de mémoire

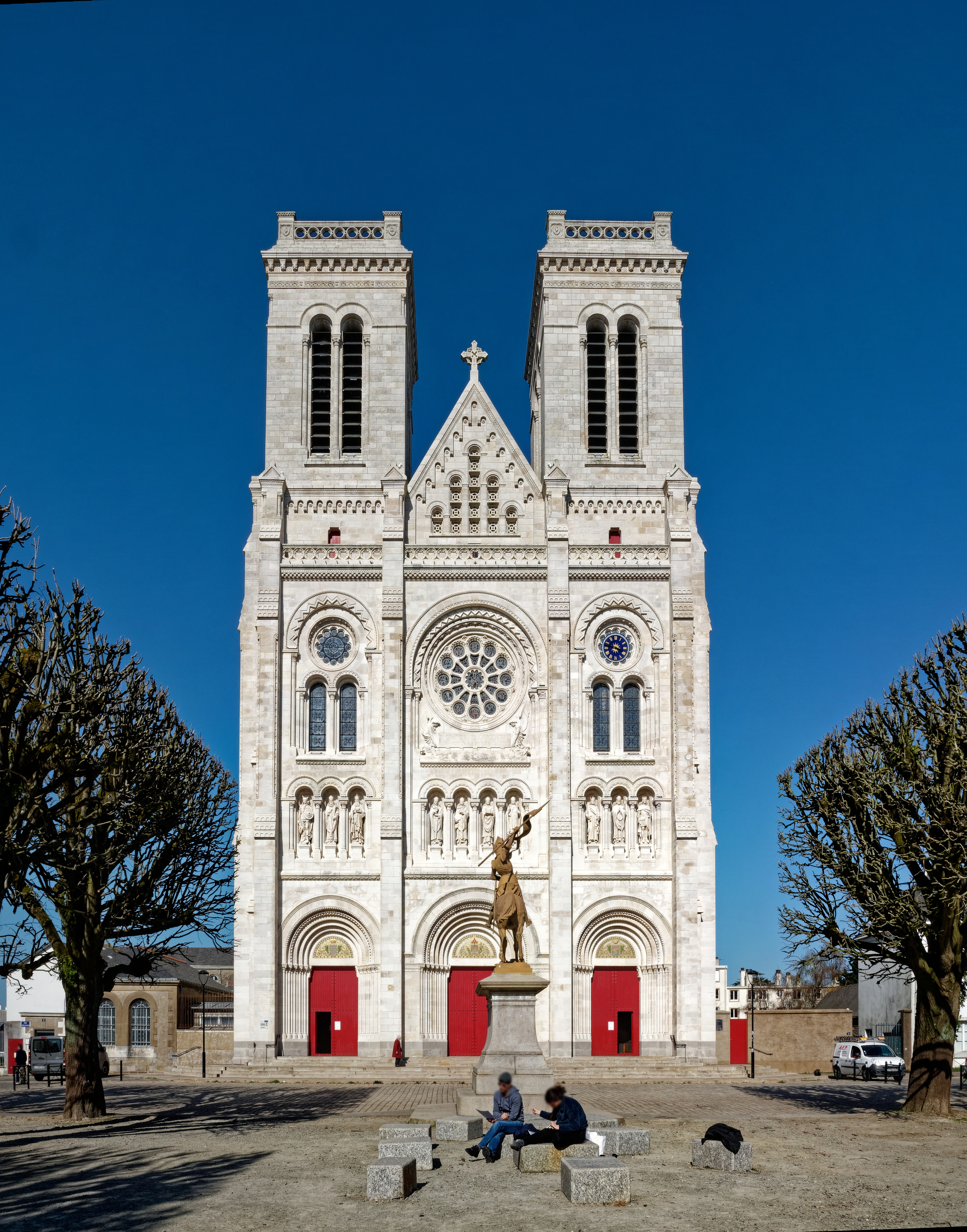
Basilique Saint-Donatien-et-Saint-Rogatien
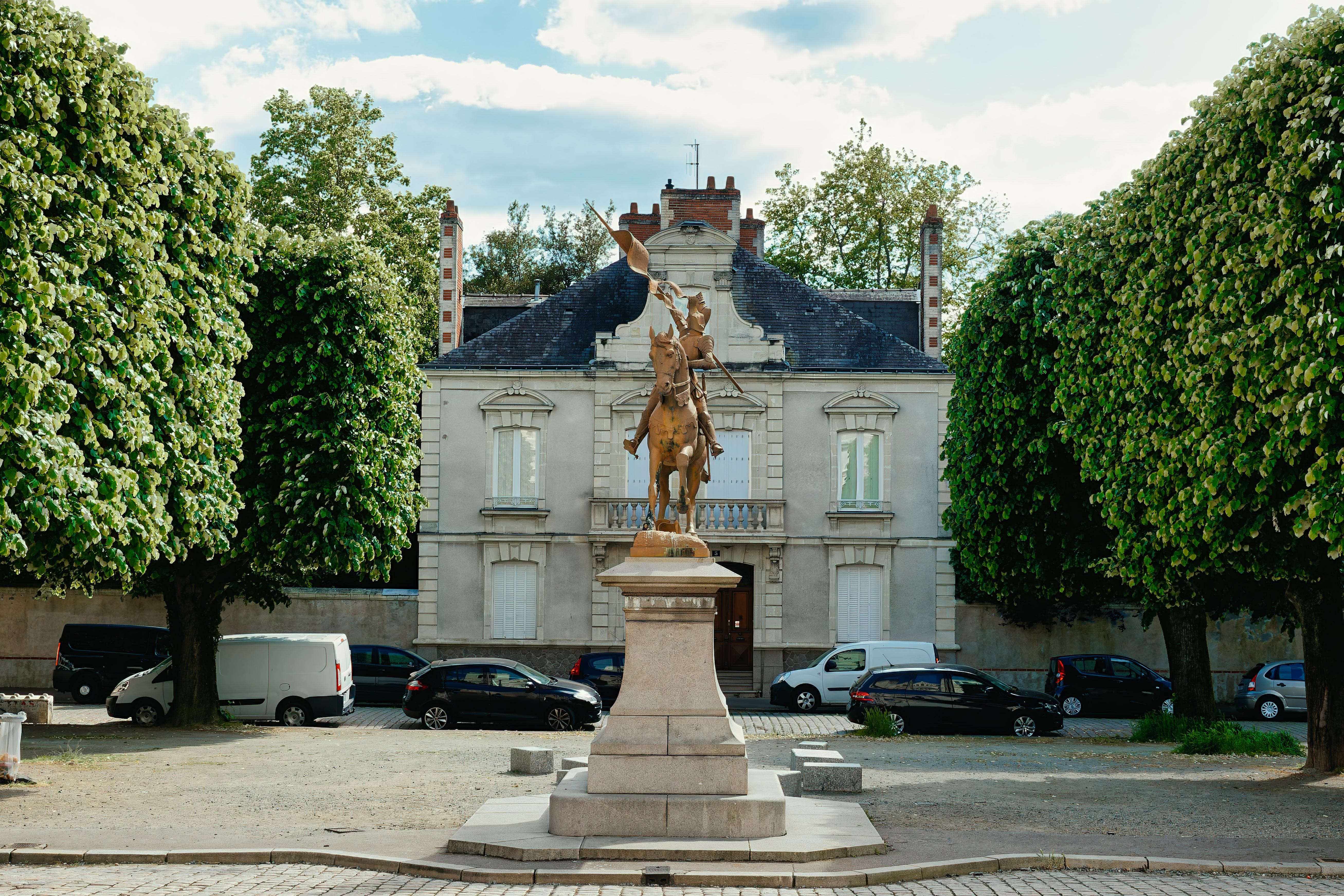
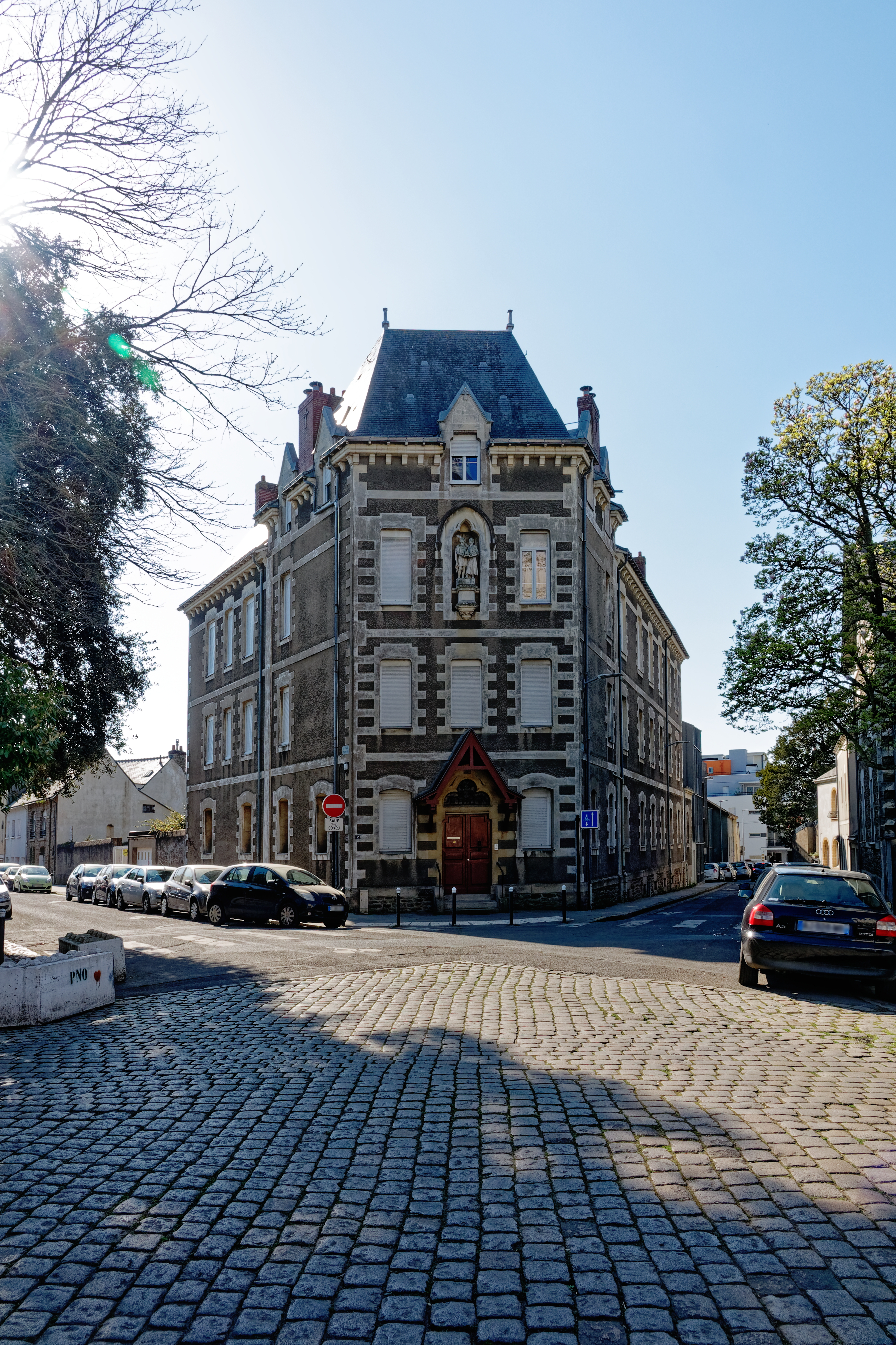